# Vilser Kegel
Vilser Kegel är ett berg i Österrike.   Det ligger i distriktet Reutte och förbundslandet Tyrolen, i den västra delen av landet, 400 km väster om huvudstaden Wien. Toppen på Vilser Kegel är 1 831 meter över havet, eller 280 meter över den omgivande terrängen. Bredden vid basen är 0,89 km.
Terrängen runt Vilser Kegel är varierad. Runt Vilser Kegel är det ganska glesbefolkat, med 26 invånare per kvadratkilometer.. Närmaste större samhälle är Reutte, 8,8 km sydost om Vilser Kegel. 
I omgivningarna runt Vilser Kegel växer i huvudsak blandskog.